# Leopoldo Marechal

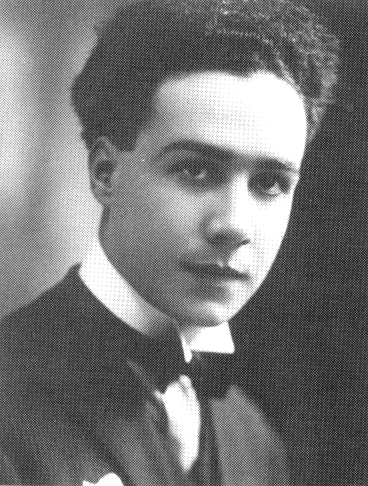
Leopoldo Marechal

Leopoldo Marechal, född 11 juni 1900 i Buenos Aires, död 26 juni 1970, var en argentinsk poet, dramatiker, essäist och romanförfattare. Han använde symbolik och mytologi i samklang med stilistiska grepp med utgångspunkt i strävan efter transcendens. Han slog igenom som poet på 1920-talet och hörde till den modernistiska kretsen kring tidskriften Martín Fierro. Han är mest ihågkommern för sin roman Adán Buenosayres (1948), en humoristisk och högmodernistisk återblick på det litterära 1920-talet i Buenos Aires. Marechals stöd för Juan Perón gjorde honom kontroversiell inom delar av kulturetablissemanget, både lokalt och utomlands, och han fick sitt stora erkännande först i samband med att Adán Buenosayres nyutgavs 1965.

## Utgivet
Poesi
- Los Aguiluchos (1922)
- Días Como Flechas (1926)
- Odas para el hombre y la mujer (1929)
- Laberinto de amor (1936)
- Cinco poemas australes (1937)
- El centauro (1940)
- Sonetos a Sophía (1940)
- Canto de San Martín o Cantata Sanmartiniana (1950)
- Heptamerón (1966)
- El poema de Robot (1966)
- Poema de la Física (1979)

Romaner
- Adán Buenosayres (1948)
- El banquete de Severo Arcángelo (1965)
- Megafón o la guerra (1970)

Dramatik
- Antígona Vélez (1965)
- Las tres caras de Venus (1966)
- La batalla de José Luna (1970)
- Don Juan (1978)

Essäer
- Historia de la calle Corrientes (1937)
- Vida de Santa Rosa de Lima (1943)
- Cuaderno de navegación (1966)